# Diakonatshaus (Prettin)

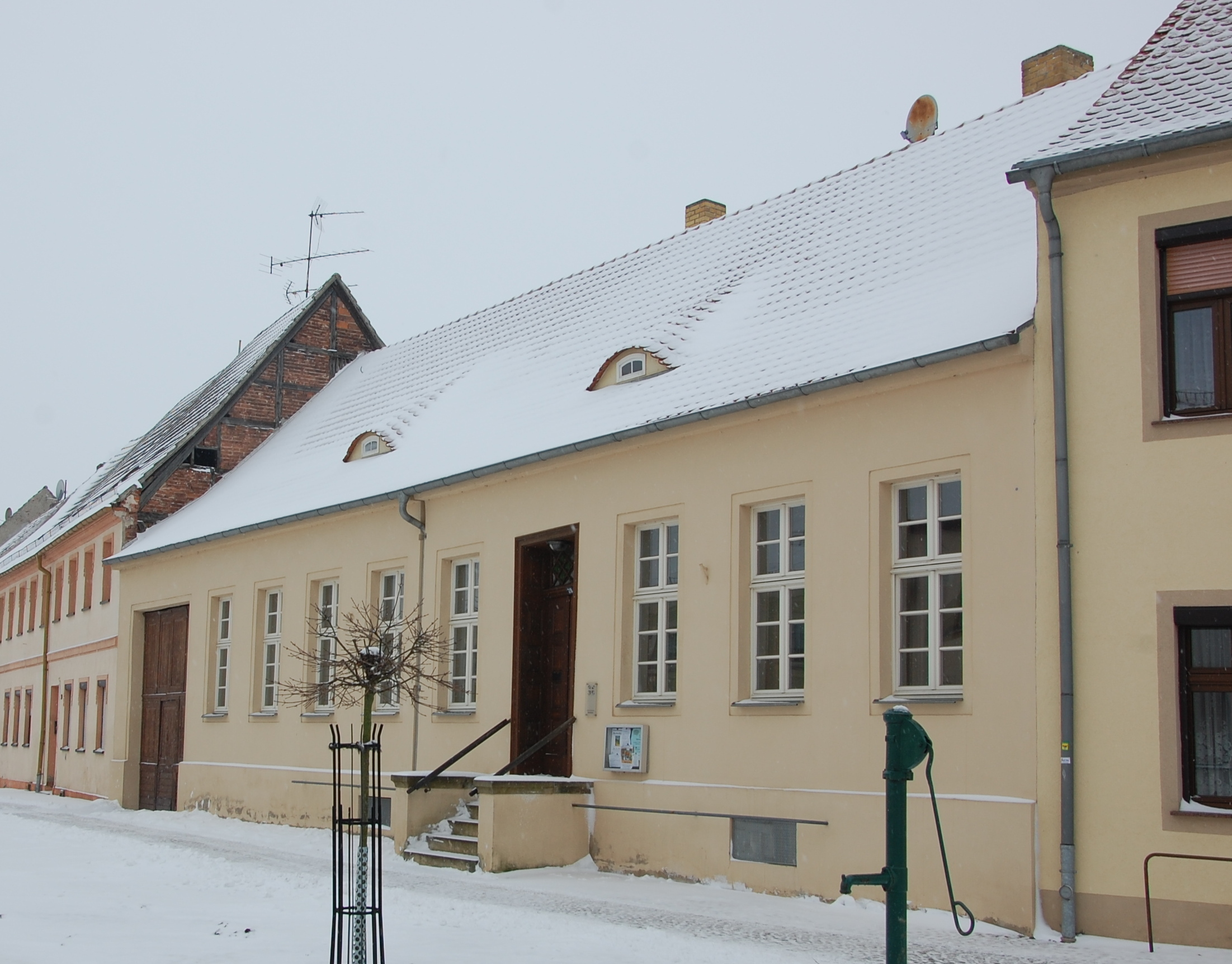
Diakonatshaus

Das Diakonatshaus ist ein denkmalgeschütztes Gebäude im zu Annaburg gehörenden Ortsteil Stadt Prettin in Sachsen-Anhalt.

## Lage
Es liegt an der Adresse Hohe Straße 28 im historischen Ortskern von Prettin. Etwas weiter östlich des Hauses mündet die Herrenstraße auf die Hohe Straße.

## Architektur und Geschichte
Das langgestreckte Gebäude entstand in der Zeit zwischen 1800 und 1820 in massiver Bauweise. Der eingeschossige Bau ist traufständig zur Straße ausgerichtet. Bemerkenswert ist die beschnitzte Eingangstür zum Haus.
Im örtlichen Denkmalverzeichnis ist das Gebäude unter der Erfassungsnummer 094 35255 als Baudenkmal verzeichnet.
In der Vergangenheit lautete die Adresse des Gebäudes Hohe Straße 41.